# Acacia symonii
Acacia symonii är en ärtväxtart som beskrevs av Whibley. Acacia symonii ingår i släktet akacior, och familjen ärtväxter. Inga underarter finns listade i Catalogue of Life.